# Sound! Euphonium
Hibike! Euphonium (響け! ユーフォニアム, Hibike! Yūfoniamu, litt. « Résonne! Euphonium »), également connu sous le titre Sound! Euphonium, est une série de romans écrite par Ayano Takeda et illustrée par Nikki Asada et publiée du 5 décembre 2013 au 27 juin 2024 par Takarajimasha.
Une adaptation en série télévisée d'animation par le studio Kyoto Animation est diffusée entre le 7 avril 2015 et le 28 décembre 2016 au Japon sur la chaîne Tokyo MX et en simulcast dans les pays francophones sur Crunchyroll, compilant deux saisons. Une troisième et dernière saison est diffusée du 7 avril au 30 juin 2024, toujours produite par Kyoto Animation. 
Liz et l'Oiseau bleu (リズと青い鳥, Rizu to aoi tori) est un film d'animation japonais, spin-off de la série télévisée, sorti le 21 avril 2018 et produit par Kyoto Animation, réalisé par Naoko Yamada et écrit par Reiko Yoshida.

## Synopsis
Le club de fanfare du lycée Kitauji, situé dans la région du Kansai, veut rentrer dans les compétitions nationales du pays mais n'arrive pas à se qualifier pour ces dernières. Mais depuis l'arrivée du nouveau conseiller avec ses méthodes strictes, tout va basculer et les élèves arrivent à se renforcer et à s'améliorer. Cependant, chacun doit faire face à leurs propres dilemmes comme les études, les solos, la confiance en soi et l'amitié. Le tout pris avec la pression des compétitions régionales jusqu'aux nationales. 

## Personnages
Kumiko Ōmae (黄前 久美子, Ōmae Kumiko)
Voix japonaise : Tomoyo Kurosawa
Kumiko est lycéenne en seconde, elle est la protagoniste de Hibike! Euphonium. Elle parle le japonais standard, ce qui est rare dans le Kansai. Elle est facilement manipulée par les opinions de ses camarades et elle est une personne indécise. Elle n'aime pas son caractère parce qu'elle n'arrive pas à s'exprimer face aux autres, et elle est un peu complexée par son propre physique (notamment par sa poitrine). Elle joue de l'euphonium . Elle vit près du temple Byodoin et elle est amie de la famille de Shūichi. Son sac de cours est simple et il paraît que les décorations ne l'intéressent pas. Kumiko et Shūichi sont amis d'enfance, ils se connaissent tellement bien qu'ils n'utilisent pas le style formel en se parlant, sauf devant les autres. Contrairement à son caractère, elle aime lire les romans qui contiennent des problèmes extrêmes. Elle est une personne d'intérieur et ne s'entend pas bien avec les personnes sportives, sauf avec Hazuki.
Hazuki Katō (加藤 葉月, Katō Hazuki)
Voix japonaise : Ayaka Asai
Hazuki est une fille aimable qui parle innocemment. Elle est la camarade de Kumiko. Elle est bronzée parce qu'elle était membre de l'association de tennis au collège. Elle est débutante en musique et aime la trompette et le saxophone mais elle finit par jouer du tuba dans l'orchestre. C'est une fille brillante et qui préfère soutenir ses camarades.
Sapphire Kawashima (川島 緑輝, Kawashima Safaia) / Midori (緑)
Voix japonaise : Moe Toyota
Sapphire est une fille délicate avec des cheveux soyeux. Elle se montre parfois timide parce qu'elle manque de confiance en elle. Elle se sent gênée par son prénom, « Sapphire », basé sur une lecture de kanji très exotique, de sorte qu'elle demande aux autres de l'appeler « Midori » et insiste en utilisant son prénom pour parler d'elle à la première personne. Elle vient du collège Seijo où il y a un orchestre compétitif. Elle joue de la contrebasse, qu'elle appelle affectueusement « George ».
Reina Kōsaka (高坂 麗奈, Kōsaka Reina)
Voix japonaise : Chika Anzai
Reina est une belle trompettiste avec de longs cheveux noirs. Elle était membre de l'orchestre du même collège que Kumiko. Elle est considérée comme une bonne élève par les autres. Elle se consacre à la trompette, et suit des cours de musique en dehors du lycée. Même si très douée, elle n'est pas bien vue à cause de son expression grincheuse. Elle aime sa trompette, c'est l'instrument que son père lui demandait de jouer quand elle était petite.
Asuka Tanaka (田中 あすか, Tanaka Asuka)
Voix japonaise : Minako Kotobuki
Asuka est une fille en terminale. Elle est la vice-présidente de l'orchestre. Elle joue de l'euphonium et elle est leader de la section des basses. Elle porte des lunettes rouges, et elle est un peu espiègle. Elle est capable de bien diriger, mais a quand même parfois des conflits avec d'autres membres.
Haruka Ogasawara (小笠原 晴香, Ogasawara Haruka)
Voix japonaise : Saori Hayami
Haruka est une fille en terminale. Elle est la présidente de l'orchestre. Elle joue du saxophone baryton et elle est leader de la section de saxophone. Elle a un caractère gentil et cela lui permet de diriger l'orchestre tendrement.
Kaori Nakaseko (中世古 香織, Nakaseko Kaori)
Voix japonaise : Minori Chihara
Kaori est lycéenne en terminale. Elle est une belle fille avec de courts cheveux noirs et denses. Elle a un caractère gentil et elle est assez populaire dans l'orchestre. Elle joue de la trompette et elle est leader de la section de trompette.
Shūichi Tsukamoto (塚本 秀一, Tsukamoto Shūichi)
Voix japonaise : Haruki Ishiya
Shūichi est lycéen en seconde. Il est un ami d'enfance de Kumiko et ils étaient dans la même école primaire. Leur relation a empiré en troisième à cause d'un mauvais commentaire que Shūichi a fait sur Kumiko. Il jouait du cor d'harmonie, mais a commencé à jouer du trombone après avoir gagné une partie de pierre-feuille-ciseaux.
Takuya Gotō (後藤 卓也, Gotō Takuya)
Voix japonaise : Kenjiro Tsuda
Takuya est lycéen en première. Il joue du tuba. Il est un garçon grand, silencieux et sérieux.
Riko Nagase (長瀬 梨子, Nagase Riko)
Voix japonaise : Miyuki Kobori
Riko est lycéenne en première. Elle joue du tuba. Elle est gentille et elle enseigne tendrement à Hazuki à jouer.
Natsuki Nakagawa (中川 夏紀, Nakagawa Natsuki)
Voix japonaise : Konomi Fujimura
Natsuki est lycéenne en première. Elle joue de l'euphonium, mais elle ne participe pas aux activités associatives sérieusement.
Yūko Yoshikawa (吉川 優子, Yoshikawa Yūko)
Voix japonaise : Yuri Yamaoka
Yūko est lycéenne en première. Elle joue de la trompette, et elle admire Kaori.
Mizore Yoroizuka (鎧塚 みぞれ, Yoroizuka Mizore)
Voix japonaise : Atsumi Tanezaki
Mizore est lycéenne en première. De nature timide et introvertie, elle est la seule joueuse de hautbois de l'orchestre.
Nozomi Kasaki (傘木 希美, Kasaki Nozomi)
Voix japonaise : Nao Tōyama
Nozomi est lycéenne en première et joue de la flûte. En seconde, elle décide de quitter l'orchestre à la suite d'un désaccord avec les terminales de l'époque sur le devenir et le fonctionnement de la fanfare.
Aoi Saitō (斎藤 葵, Saitō Aoi)
Voix japonaise : Yōko Hikasa
Aoi est une amie d'enfance de Kumiko. Kumiko l'appelle Aoi-Chan (あおいちゃん, litt. « Ma chère Aoi ») quand elles se trouvent toutes seules. Aoi est en terminale donc deux ans plus âgée qu'elle. Elles jouaient souvent ensemble parce qu'elles vivaient dans le même quartier. Elles se sont séparées quand Aoi est entrée au collège. Et elles se sont retrouvées dans l'orchestre du lycée, où elle joue du saxophone ténor.
Noboru Taki (滝 昇, Taki Noboru)
Voix japonaise : Takahiro Sakurai
Noboru est un nouveau professeur de musique du lycée Kitauji et le nouveau conseiller de l'orchestre. Il est aussi le responsable de la classe 5 de première. Il a 34 ans et il jouait du trombone quand il allait à l'école. Il a une personnalité méthodique. La première fois qu'il a rencontré les élèves de l'orchestre, il leur a demandé de voter et a décidé de viser à participer à la compétition nationale. Comme il est grand et a un visage gentil, il est populaire parmi les filles qui ne sont pas dans l'orchestre, mais il est très strict envers les élèves de l'orchestre. Il est lui aussi diplômé de ce lycée. Il voulait abandonner la musique quand sa femme est décédée.
Michie Matsumoto (松本 美知恵, Matsumoto Michie)
Voix japonaise : Aya Hisakawa
Michie est la responsable de la classe de Kumiko et la vice-conseillère de l'orchestre. Elle est connue pour sa sévérité.
Mamiko Ōmae (黄前 麻美子, Ōmae Mamiko)
Voix japonaise : Manami Numakura
Mamiko est la sœur de Kumiko. Elle est étudiante en troisième année. Elle jouait du trombone mais l'a abandonné à cause de ses examens.
Akiko Ōmae (黄前 明子, Ōmae Akiko)
Voix japonaise : Haruhi Nanao
Akiko est la mère de Kumiko et de Mamiko.
Azusa Sasaki (佐々木 梓, Sasaki Azusa)
Voix japonaise : Azusa Tadokoro
Azusa est lycéenne en seconde du lycée Rikka. Elle était dans le même collège que Kumiko et elle y était aussi membre de l'orchestre, par contre elle est entrée dans celui de Rikka. Elle joue du trombone.

## Romans
Hibike! Euphonium Kitauji kōkō suisōgaku-bu e yōkoso (響け! ユーフォニアム　北宇治高校吹奏楽部へようこそ, litt. Sound! Euphonium Bienvenue au club d’instruments de musique du lycée Kitauji) est un roman de 319 pages écrit par Ayano Takeda et dont la couverture est illustrée par Nikki Asada. Takarajimasha publie le roman le 5 décembre 2013. Une suite nommée Hibike! Euphonium 2 Kitauji kōkō suisōgaku-bu no ichiban atsui natsu (響け! ユーフォニアム2　北宇治高校吹奏楽部のいちばん熱い夏, litt. Sound! Euphonium 2 L'Été le plus chaud du club d'instruments de musique du lycée Kitauji) est publiée le 5 mars 2015. Le dernier tome sort le 22 juin 2019, portant à 12 le nombre de volumes de la série, 7 se déroulant durant la première année de Kumiko, 3 durant la seconde année, dont deux vont donner les deux films Liz et l'Oiseau bleu et Gekijō-ban Hibike! Euphonium: Chikai no Finale et 2 durant sa troisième et dernière année. Un roman spin-off, centré sur le personnage de Natsuki, sort le 13 février 2021 puis un dernier roman d'histoires courtes se déroulant pendant la troisième année de Kumiko sort le 27 juin 2024.
| N° | Titre original | Date de sortie   | Informations complémentaires |
| -- | --- | ---------------- | --- |
| 1  | 響け! ユーフォニアム 北宇治高校吹奏楽部へようこそ Hibike! Yūfoniamu: Kitauji Kōkō Suisōgaku-bu e Yōkoso                                   | 5 décembre 2013  | Première année de Kumiko au lycée Kitauji Traduit et publié en anglais le 20 juin 2017 sous le titre Sound! Euphonium: Welcome to the Kitauji High School Concert Band Adaptation en anime : Saison 1 de la série télévisée Sound! Euphonium, premier film récapitulatif Gekijō-ban Hibike! Euphonium: Kitauji Kōkō Suisōgaku-bu e Yōkoso |
| 2  | 響け! ユーフォニアム2 北宇治高校吹奏楽部のいちばん熱い夏 Hibike! Yūfoniamu 2: Kitauji Kōkō Suisōgaku-bu no Ichiban Atsui Natsu            | 5 mars 2015      | Première année de Kumiko au lycée Kitauji, deuxième année de Mizore et Nozomi Adaptation en anime : Saison 2 de la série télévisée (principalement le premier arc de la saison) Sound! Euphonium 2, second film récapitulatif Gekijō-ban Hibike! Euphonium : Todoketai Melody                                                             |
| 3  | 響け! ユーフォニアム3 北宇治高校吹奏楽部、最大の危機 Hibike! Yūfoniamu 3: Kitauji Kōkō Suisōgaku-bu, Saidai no Kiki                       | 4 avril 2015     | Première année de Kumiko au lycée Kitauji, dernière année d'Asuka Adaptation en anime : Saison 2 de la série télévisée (principalement le second arc de la saison) Sound! Euphonium 2, second film récapitulatif Gekijō-ban Hibike! Euphonium : Todoketai Melody                                                                          |
| 4  | 響け! ユーフォニアム 北宇治高校吹奏楽部のヒミツの話 Hibike! Yūfoniamu: Kitauji Kōkō Suisōgaku-bu no Himitsu no Hanashi                    | 25 mai 2015      | Histoires courtes se déroulant durant la première année de Kumiko et les événements décrits dans les trois premiers romans Adapté partiellement en anime : Saison 2 de la série télévisée Sound! Euphonium 2 |
| 5  | 響け! ユーフォニアムシリーズ 立華高校マーチングバンドへようこそ 前編 Hibike! Yūfoniamu Shirīzu Rikka Kōkō Māchingu Bando e Yōkoso Zenpen  | 4 août 2016      | Reprend les événements des trois premiers romans du point de vue du lycée Rikka et d'Azusa, une amie d'enfance de Kumiko |
| 6  | 響け! ユーフォニアムシリーズ 立華高校マーチングバンドへようこそ 後編 Hibike! Yūfoniamu Shirīzu Rikka Kōkō Māchingu Bando e Yōkoso Kōhen   | 6 septembre 2016 | Reprend les événements des trois premiers romans du point de vue du lycée Rikka et d'Azusa, une amie d'enfance de Kumiko |
| 7  | 響け! ユーフォニアム 北宇治高校の吹奏楽部日誌 Hibike! Yūfoniamu Kitauji Kōkō no Suisōgaku-bu Nisshi                                       | 6 octobre 2016   | Se déroule entre la fin de la première année et le début de la seconde année scolaire de Kumiko, après le départ des élèves de troisième année |
| 8  | 響け! ユーフォニアム 北宇治高校吹奏楽部、波乱の第二楽章 前編 Hibike! Yūfoniamu Kitauji Kōkō Suisōgaku-bu, Haran no Dainigakushō Zenpen    | 26 août 2017     | Seconde année de Kumiko au lycée Kitauji, troisième et dernière année de Mizore et Nozomi Adaptation en anime : Liz et l'Oiseau bleu et Gekijō-ban Hibike! Euphonium: Chikai no Finale |
| 9  | 響け! ユーフォニアム 北宇治高校吹奏楽部、波乱の第二楽章 後編 Hibike! Yūfoniamu Kitauji Kōkō Suisōgaku-bu, Haran no Dainigakushō Kōhen     | 5 octobre 2017   | Seconde année de Kumiko au lycée Kitauji, troisième et dernière année de Mizore et Nozomi Adaptation en anime : Liz et l'Oiseau bleu et Gekijō-ban Hibike! Euphonium: Chikai no Finale |
| 10 | 響け! ユーフォニアム 北宇治高校吹奏楽部のホントの話 Hibike! Yūfoniamu Kitauji Kōkō Suisōgaku-bu no Honto no Hanashi                       | 5 avril 2018     | Histoires courtes se déroulant durant la seconde année de Kumiko et les événements décrits dans les deux romans précédents Chapitre 12, adaptation en anime : OAV (2023) Tokubetsu-hen Hibike! Euphonium: Ensemble Contest |
| 11 | 響け! ユーフォニアム 北宇治高校吹奏楽部、決意の最終楽章 前編 Hibike! Yūfoniamu Kitauji Kōkō Suisōgaku-bu, Ketsui no Saishū Gakushō Zenpen | 19 avril 2019    | Troisième et dernière année de Kumiko au lycée Kitauji Adaptation en anime : saison 3 de la série télévisée (2024) Sound! Euphonium 3 |
| 12 | 響け! ユーフォニアム 北宇治高校吹奏楽部、決意の最終楽章 後編 Hibike! Yūfoniamu Kitauji Kōkō Suisōgaku-bu, Ketsui no Saishū Gakushō Kōhen  | 22 juin 2019     | Troisième et dernière année de Kumiko au lycée Kitauji Adaptation en anime : saison 3 de la série télévisée (2024) Sound! Euphonium 3 |
| 13 | 飛び立つ君の背を見上げる Tobitatsu kimi no se o miageru                                                                                   | 13 février 2021  | Basé sur le personnage de Natsuki au moment où elle se retire de l'orchestre durant la seconde année de Kumiko au lycée Kitauji |
| 14 | 響け! ユーフォニアム 北宇治高校吹奏楽部のみんなの話 Hibike! Yūfoniamu Kitauji Kōkō Suisōgaku-bu no Min'na no Hanashi                      | 27 juin 2024     | Histoires courtes se déroulant durant la troisième année de Kumiko |

## Manga
Une adaptation en manga illustrée par Hami débute sa prépublication en ligne sur le site web Kono Manga ga Sugoi! Web le 28 novembre 2014. Un volume relié sort le 3 avril 2015.

## Anime

### Série télévisée
Une adaptation en série télévisée d'animation réalisée par Tatsuya Ishihara, supervisée par Naoko Yamada et produite par Kyoto Animation est diffusée entre le 7 avril 2015 et le 28 décembre 2016 au Japon sur la chaîne Tokyo MX et en simulcast dans les pays francophones sur la plateforme Crunchyroll. Elle est composée de deux saisons de 13 épisodes chacune (nommées Sound! Euphonium et Sound! Euphonium 2) et d'un OAV diffusé entre les deux saisons. Deux films récapitulatifs et résumant chaque saison sont également sortis. 
Le 1er juin 2019, Kyoto Animation annonce prévoir une adaptation des romans de la troisième année de Kumiko au lycée Kitauji,. Elle prendra la forme d'une troisième saison (Sound! Euphonium 3 ou Hibike! Euphonium : Kumiko 3 Nensei-hen) prévue pour 2024. Le premier épisode sort le 7 avril de cette même année et se termine le 30 juin.  

### Liste des épisodes

#### Saisons 1 et 2
| No   | Titre en français                | Titre original                              | Date de 1re diffusion |
| ---- | -------------------------------- | ------------------------------------------- | --------------------- |
| 1-1  | Bienvenue au lycée               | ようこそハイスクール Yōkoso hai sukūru      | 7 avril 2015          |
| 1-2  | On se retrouve, euphonium        | よろしくユーフォニアム Yoroshiku yūfoniamu  | 14 avril 2015         |
| 1-3  | Premier ensemble                 | はじめてアンサンブル Hajimete ansanburu     | 21 avril 2015         |
| 1-4  | Chantons le solfège              | うたうよソルフェージュ Utau yo sorufēju     | 28 avril 2015         |
| 1-5  | Bienvenue au festival            | ただいまフェスティバル Tadaima fesutibaru   | 5 mai 2015            |
| 1-6  | Le tuba étincelant               | きらきらチューバ Kirakira chūba             | 12 mai 2015           |
| 1-7  | Saxophone pleurnichard           | なきむしサクソフォン Naki mushi sakusofon   | 19 mai 2015           |
| 1-8  | Triangle amoureux au festival    | おまつりトライアングル Omatsuri toraianguru | 26 mai 2015           |
| 1-9  | Audition, s'il te plaît          | おねがいオーディション Onegai ōdishon       | 2 juin 2015           |
| 1-10 | Vas-y, trompette                 | まっすぐトランペット Massugu toranpetto     | 9 juin 2015           |
| 1-11 | Bienvenue à revenir, audition    | おかえりオーディション Okaeri ōdishon       | 16 juin 2015          |
| 1-12 | Mon euphonium                    | わたしのユーフォニアム Watashi no yūfoniamu | 23 juin 2015          |
| 1-13 | Adieu, concours                  | さよならコンクール Sayonara konkūru         | 30 juin 2015          |
| OAV  | Fonce, Monaka                    | かけだすモナカ Kakedasu Monaka              | 16 décembre 2015      |
| 2-1  | Festival d'été                   | まなつのファンファーレ Manatsu no Fanfāre   | 6 octobre 2016        |
| 2-2  | Flûte chancelante                | とまどいフルート Tomadoi Furūto             | 13 octobre 2016       |
| 2-3  | Nocture méditatif                | なやめるノクターン Nayameru Nokutān         | 20 octobre 2016       |
| 2-4  | Réveil du hautbois               | めざめるオーボエ Mezameru Oboe              | 26 octobre 2016       |
| 2-5  | Harmonie miraculeuse             | きせきのハーモニー Kiseki no Hāmonī         | 3 novembre 2016       |
| 2-6  | Chef d'orchestre sous la pluie   | あめふりコンダクター Amefuri Kondakutā      | 10 novembre 2016      |
| 2-7  | Concert à la gare                | えきびるコンサート Ekibiru Konsāto          | 16 novembre 2016      |
| 2-8  | Rhapsodie grippée                | かぜひきラプソデイー Kazehiki Rapusodī      | 23 novembre 2016      |
| 2-9  | Résonne, euphonium !             | ひびけ！ユーフォニアム Hibike! Yūfoniamu    | 30 novembre 2016      |
| 2-10 | Obbligato après les cours        | ほうかごオブリガート Hōkago Oburigāto       | 7 décembre 2016       |
| 2-11 | Le premier amour de la trompette | はつこいトランペット Hatsukoi Toranpetto    | 14 décembre 2016      |
| 2-12 | Dernier concours                 | さいごのコンクール Saigo no Konkūru         | 21 décembre 2016      |
| 2-13 | Epilogue de printemps            | はるさきエピローグ Harusaki Epirōgu         | 28 décembre 2016      |

#### Saison 3
| No | Titre en français          | Titre original                               | Date de 1re diffusion |
| -- | -------------------------- | -------------------------------------------- | --------------------- |
| 1  | Un nouvel euphonium        | あらたなユーフォニアム Aratana Euphonium     | 7 avril 2024          |
| 2  | Syncope triangulaire       | さんかくシンコペーション Sankaku Syncopation | 14 avril 2024         |
| 3  | Prélude bleu clair         | みずいろプレリュード Mizu Iro Prelude        | 21 avril 2024         |
| 4  | Étude avec toi             | きみとのエチュード Kimi to no Etude          | 28 avril 2024         |
| 5  | Crépuscule à deux          | ふたりでトワイライト Futari de Twilight      | 5 mai 2024            |
| 6  | Dissonance tremblotante    | ゆらぎのディゾナンス Yugari no Dissonance    | 12 mai 2024           |
| 7  | Point d'orgue estival      | なついろフェルマータ Natsu Iro Fermata       | 19 mai 2024           |
| 8  | Ostinato d'inquiétude      | なやめるオスティナート Nayameru Ostinato     | 26 mai 2024           |
| 9  | Problème d'accordage       | ちぐはぐチューニング Chiguhagu Tuning        | 2 juin 2024           |
| 10 | Transmission par arpège    | つたえるアルペジオ Tsutaeru Arpeggios        | 9 juin 2024           |
| 11 | Un orchestre pour l'avenir | みらいへオーケストラ Mirai e Orchestra       | 16 juin 2024          |
| 12 | Le dernier solo            | さいごのソリスト Saigo no soliste            | 23 juin 2024          |
| 13 | La mélodie qui nous lie    | つながるメロディ Tsunagaru Melody            | 30 juin 2024          |

#### Génériques
| Saison | Générique de début             | Générique de début | Générique de fin                                                                 | Générique de fin |
| Saison | Titre                          | Artiste            | Titre                                                                            | Artiste |
| ------ | ------------------------------ | ------------------ | -------------------------------------------------------------------------------- | --- |
| 1      | DREAM SOLISTER                 | TRUE               | Tutti! (トゥッティ!) [ep 1-7, 9-12], DREAM SOLISTER (version orchestral) [ep 13] | Kitauji Quartet (北宇治カルテット) [Kumiko Oumae (Tomoyo Kurosawa), Hazuki Katou (Ayaka Asai), Sapphire Kawashima (Moe Toyota) et Reina Kousaka (Chika Anzai)] [ep 1-7, 9-12], TRUE [ep 13] |
| 2      | Soundscape (サウンドスケープ)" | TRUE               | Vivace! (ヴィヴァーチェ！)                                                       | Kitauji Quartet (北宇治カルテット) [Kumiko Oumae (Tomoyo Kurosawa), Hazuki Katou (Ayaka Asai), Sapphire Kawashima (Moe Toyota) et Reina Kousaka (Chika Anzai)] [ep 1-4, 6-8, 10-12]         |
| 3      | ReCoda                         | TRUE               | Neiro no Kanata (音色の彼方)                                                     | Kitauji Quartet (北宇治カルテット) [Kumiko Oumae (CV: Tomoyo Kurosawa), Hazuki Katou (CV: Ayaka Asai), Sapphire Kawashima (CV: Moe Toyota), Reina Kousaka (CV: Chika Anzai)] [ep 2-11]      |

### Films d'animation

#### Gekijō-ban Hibike! Euphonium: Kitauji Kōkō Suisōgaku-bu e Yōkoso / Gekijō-ban Hibike! Euphonium: Todoketai Melody
Il s'agit de deux films résumant la série. Le premier film résumant la première saison, le second film résumant la seconde saison. Ils comportent quelques scènes inédites non présentes dans la série et d'autres ont été retravaillées, en particulier sur le rendu visuel des instruments.

#### Liz et l'Oiseau bleu(Liz to aoi tori)
Le film d'animation Liz et l'Oiseau bleu (リズと青い鳥, Rizu to aoi tori), spin-off de la série télévisée, est sorti au cinema le 21 avril 2018 au Japon et le 17 avril 2019 en France. Il s'agit d'une adaptation des deux romans de la seconde année Hibike! Yūfoniamu Kitauji Kōkō Suisōgaku-bu, Haran no Dainigakushō qui se consacre à Nozomi Kasaki et Mizore Yoroizuka, deux personnages apparus durant le second roman et la seconde saison de la série animée. Il se déroule après la série télévisée, durant la troisième et dernière année de lycée des deux personnages (qui étaient en deuxième année durant les événements de la série). Les personnages principaux de la série apparaissant également dans le film dans des rôles secondaires. Le film est également produit par Kyoto Animation, sur une réalisation de Naoko Yamada (la directrice de la supervision de la série) et un scénario par Reiko Yoshida qui avaient travaillé auparavant ensemble sur la série d'animation et le film K-On! et sur le film Silent Voice.

#### Gekijō-ban Hibike! Euphonium: Chikai no Finale
Un quatrième film d'animation, Gekijō-ban Hibike! Euphonium: Chikai no Finale (劇場版 響け！ユーフォニアム～誓いのフィナーレ～) est sorti en salles au Japon le 19 avril 2019. Le film sort sur deux jours en juillet 2019 via Eleven Arts aux États-Unis et au Canada, un jour dans sa version originale sous-titrée, l'autre en version anglaise. Il est également sorti à Hong Kong le 19 septembre 2019 et à Taïwan le 23 octobre 2019. Comme Liz et l'Oiseau bleu, il adapte les deux romans de la seconde année Hibike! Yūfoniamu Kitauji Kōkō Suisōgaku-bu, Haran no Dainigakushō mais en se consacrant cette fois sur la seconde année de lycée du personnage principal de la série, Kumiko. Les événements décrits dans Liz & l'oiseau bleu se déroulant également durant la période couverte par ce film. Le film est la suite directe de la série et est toujours produit par Kyoto Animation, sa réalisation est confiée au réalisateur de la série Tatsuya Ishihara.

#### Sound! Euphonium - Ensemble Contest
Un OVA du nom de Hibike! Euphonium: Ensemble Contest-hen est diffusé au cinéma le 4 août 2023  et via une sortie en Blu-ray au Japon reprenant l'intrigue d'une histoire courte se déroulant à la fin de la seconde année de lycée de Kumiko.

#### Sound! Euphonium, The Final Movie
Le 16 mars 2025, la chaîne YouTube de Kyoto Animation publie un teaser annonçant un film résumant la troisième saison. Il s'intitulera Sound! Euphonium, The Final Movie et sortira en 2026.  